# Natalja Dmitrijewna Fonwisina

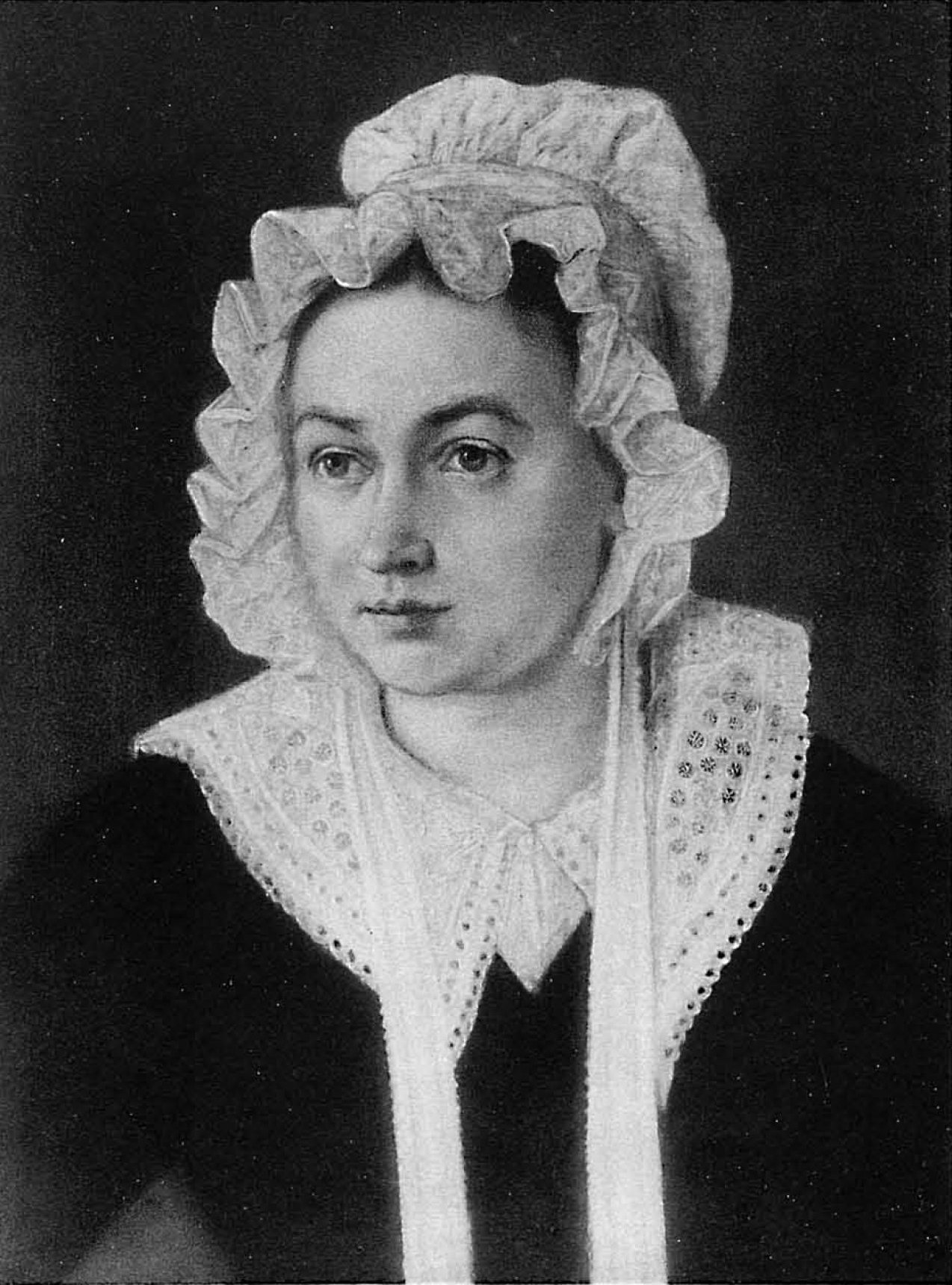
Natalja Dmitrijewna Fonwisina

Natalja Dmitrijewna Fonwisina (deutsch Natalja von Wiesen, russisch Наталья Дмитриевна Фонвизина, wiss. Transliteration Natal'ja Dmitrievna Fonvizina; * 1. Apriljul. / 13. April 1803greg.; † 10. Oktoberjul. / 22. Oktober 1869greg. in Moskau) war die Ehefrau des Dekabristen Michail Fonwisin und darauf die des Dekabristen Iwan Puschtschin.

## Leben
Nataljas Vater, der Gutsbesitzer Dmitri Akimowitsch Apuchtin (1768–1838), stammte aus dem Adelsgeschlecht der Apuchtins und war im Landkreis Kostroma Adelsmarschall. Akim Iwanowitsch Apuchtin, der Großvater väterlicherseits, war 1783–1784 Gouverneur von Simbirsk und Ufa. Er war Beisitzer im Gerichtsverfahren über Pugatschow. Pawel Iwanowitsch Fonwisin, der Großvater mütterlicherseits, war 1784–1996 Direktor der Moskauer Universität.
Als Sechzehnjährige gab Natalja sämtlichen Verehrern einen Korb. Im September 1822 heiratete sie Michail Fonwisin, einen Neffen von Denis Iwanowitsch Fonwisin. Im August 1824 wurde der Sohn Dmitri († Oktober 1850) geboren. Nachdem der Gatte im Januar 1826 auf seinem Anwesen Krjukowo verhaftet und in die Peter-und-Paul-Festung verbracht worden war, reiste Natalja ihm nach. Verbotenerweise konnte sie ihn in Sankt Petersburg sprechen. Natalja begab sich wieder nach Moskau und brachte am 4. Februar 1826 ihren Sohn Michail zur Welt († November 1851). Im April fuhr sie noch einmal zu ihrem Mann nach Sankt Petersburg.

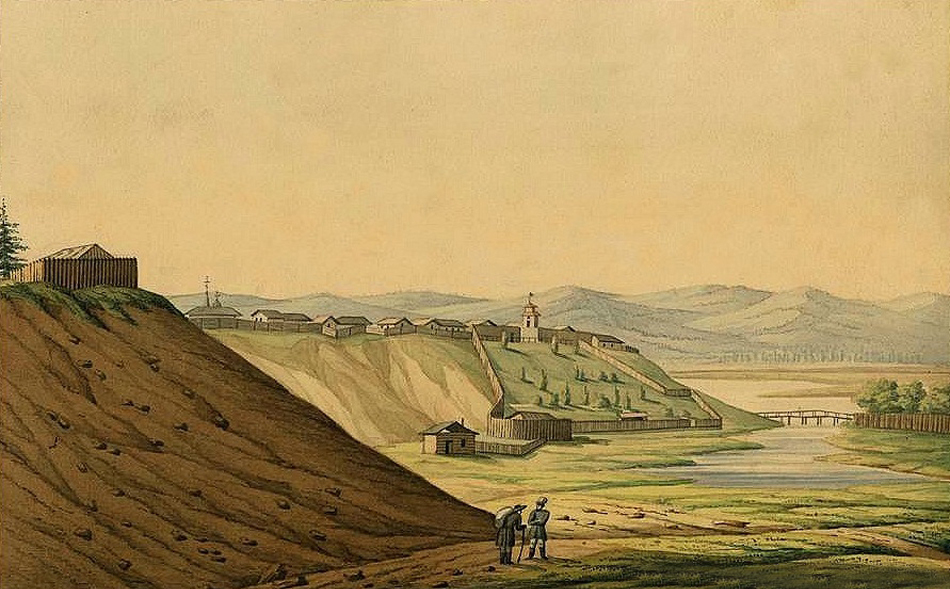
Nikolai Alexandrowitsch Bestuschew um 1828: Blick auf das Ostrog Tschita

Nachdem Natalja die beiden Söhne in die Obhut ihrer Mutter gegeben hatte, folgte sie ihrem Manne in die sibirische Verbannung. Im März 1828 kam sie im Ostrog Tschita an. Maria Wolkonskaja erinnert sich: „Frau Fonwisina traf kurz nach unserer Ankunft ein. Sie hatte ein typisch russisches Gesicht, weiß, frisch, mit vorstehenden hellblauen Augen, war klein und rundlich, dabei von schwacher Gesundheit. Bei ihren Schlafstörungen hatte sie stets Visionen. Nachts schrie sie dann so laut, daß man es bis auf die Straße hören konnte.“
Die nächste Station des Ehepaares Fonwisin war im September 1830 die Katorga Peter-Hütte. In der unmittelbaren Nachbarschaft dieses Zuchthauses gebar Natalja 1832 den Sohn Bogdan. Der Junge starb dort. Im Herbst 1832 wurde der Ehemann aus der Haft entlassen. Zunächst wurde das Paar in Nertschinsk und 1834 in Jenisseisk zwangsangesiedelt. Der Sohn Iwan, ebenfalls in Peter-Hütte geboren, starb im Jahr 1834. In Jenisseisk betätigte sich Natalja auf dem Sektor der Wohlfahrt und pflegte das kameradschaftliche Verhältnis zu zwei Freunden ihres Mannes. Das waren Pawel Bobrischtschew-Puschkin und ihr späterer Ehemann Iwan Puschtschin.
1835 durfte Nataljas Mann nach Krasnojarsk und 1838 nach Tobolsk übersiedeln. In Tobolsk setzte Natalja ihre Arbeit auf dem Gebiet der Wohltätigkeit fort. Sie nahm bedürftige Tobolsker Kinder in ihren Haushalt auf. 1850 besuchte Natalja im Tobolsker Gefängnis Dostojewski, Petraschewski und andere Petraschewzen. Von Petraschewski erfuhr sie, dass ihr Sohn Dmitri dem Kreis der Petraschewzen angehörte.
1853 durfte Michail Fonwisin mit seiner Frau in seinen Geburtsort Marjino, ein Dorf in der Nähe von Moskau, heimkehren. Er starb 1854. Natalja wohnte darauf bei Verwandten in Moskau und ging 1856 nach Tobolsk zurück. Iwan Puschtschkin, der im um die 250 Kilometer entfernten Jalutorowsk angesiedelt worden war, wurde im August 1856 von Alexander II. begnadigt und ging im Dezember nach Sankt Petersburg. Natalja heiratete Puschtschkin im Mai 1857. Er starb zwei Jahre später. Natalja ging nach Marjino zurück.
Natalja erkrankte, starb 1869 und wurde im Moskauer Pokrowski Kloster beerdigt. Ihr Grab ist nicht erhalten.

## Natalja als Prototyp
Manche Literaturwissenschaftler meinen, Puschkin habe seine Tatjana Larina im Eugen Onegin nach Natalja gestaltet. Tolstoi wollte 1856 Die Dekabristen schreiben und habe Natalja als eine der weiblichen Protagonistinnen favorisiert.
Und Dostojewski habe sich vielleicht Natalja als Vorbild für seine Sonja Marmeladowa in Schuld und Sühne genommen.